# Tyra Ryman
Tyra Elisabet Ryman, född 11 december 1902 i Arboga, död 27 augusti 1990 i Uppsala, var en svensk skådespelerska.
Ryman lär ha varit delaktig i att Greta Garbo, då Greta Gustafsson, kom att få en filmkarriär. Regissören Erik A. Petschler sökte 1922 ytterligare en skådespelerska till sin badfilm Luffar-Petter och hade fastnat för Gustafsson, som då arbetade på varuhuset Pub. Han ville dock inte fråga henne, eftersom hon redan hade anställning på ett fint varuhus. Ryman, som redan var engagerad till filmen, kom i samspråk med Gustafsson på varuhuset, varpå Gustafsson frågade henne om inte Petschler behövde ytterligare en flicka till sin film. Dagen därpå ringde Gustafsson upp Petschler, och efter en provspelning fick hon rollen.
Tyra Ryman var gift med konsertmästaren, professor Willy Böck (1901–1991). De är gravsatta i minneslunden på Berthåga kyrkogård i Uppsala.

## Filmografi
- 1921 – De landsflyktige
- 1922 – Luffar-Petter
- 1923 – Mälarpirater
- 1958 – Jazzgossen (klipp ur Luffar-Petter)